# Samson (Haendel)
 (avril 2024).
Si vous disposez d'ouvrages ou d'articles de référence ou si vous connaissez des sites web de qualité traitant du thème abordé ici, merci de compléter l'article en donnant les références utiles à sa vérifiabilité et en les liant à la section « Notes et références ».
Pour les articles homonymes, voir Samson et Dalila (homonymie), Samson (homonymie) et Dalila.
Samson (HWV 57) est un oratorio en trois actes de Georg Friedrich Haendel composé dès 1741 sur un livret en anglais de Newburgh Hamilton.
Samson fut très apprécié et est considéré comme l'une des meilleures œuvres dramatiques de Haendel. Il est habituellement interprété comme oratorio, en tant que pièce de concert, mais peut aussi bénéficier d'une présentation scénique comme un opéra.
Certains de ses airs solistes sont souvent interprétés, seuls, en concert ; c'est le cas de Let the bright Seraphim, air pour soprano, et de Total eclipse, pour ténor.

## Histoire
Haendel a commencé la composition de Samson immédiatement après avoir terminé celle de Messiah (Le Messie) le 14 septembre 1741. Newburgh Hamilton a adapté son livret du poème de John Milton intitulé Samson Agonistes (en), lui-même inspiré de l'histoire de Samson tirée du Livre des Juges (chapitre 16). Le premier acte fut terminé le 20 septembre 1741, le deuxième acte le 11 octobre et l'œuvre complète le 29 octobre de la même année.
Peu de temps après, Haendel quitta Londres pour se rendre à Dublin, à l'invitation de William Cavendish, 3e duc de Devonshire et lord lieutenant d'Irlande ou il allait créer son chef-d'œuvre le plus fameux, Messiah. Il resta en Irlande pendant une dizaine de mois et revint en Angleterre à la fin du mois d'août 1742.
Il révisa alors profondément Samson dont la première fut donnée à Covent Garden seulement le 17 février 1743, accompagnée de l'interprétation par le compositeur d'une œuvre pour orgue, probablement le Concerto en la majeur pour orgue et orchestre  (HWV 307) plus tard publié dans l'Opus 7 posthume. Ce fut un grand succès, permettant 7 représentations au total la première année, c'est-à-dire plus que n'importe lequel de ses oratorios, puis de nombreuses reprises les années suivantes.
Samson a conservé sa popularité auprès du public pendant toute la vie de Haendel, et dès lors n'est jamais totalement tombé dans l'oubli.
On remarque la réutilisation d'un chœur célèbre de Giacomo Carissimi (le Plorate filii Israël, qui termine l'oratorio Jephté (en), composé vers 1648). Ce n'était pas la première fois que Haendel reprenait une partition écrite par un autre musicien. L'œuvre n'est pas reprise exactement mais reste toutefois parfaitement reconnaissable.

## Argument
Samson, un des juges d'Israël, est marié avec Dalila, une Philistine qui est parvenue à lui faire dévoiler d'où lui vient son extraordinaire force physique : celle-ci provient de sa chevelure, qui n'est jamais coupée. Pendant qu'il dormait, Dalila lui a coupé les cheveux et l'a trahi en le livrant aux Philistins, dont le peuple est l'ennemi des Israélites. Les Philistins parviennent ainsi à capturer Samson, le couvrant de chaînes et lui crevant les yeux. La scène de l'oratorio est devant la prison de Gaza, dans laquelle Samson est détenu. Mais arrive un jour de festivités en l'honneur de Dagon, dieu des Philistins ; pour cette occasion, Samson est autorisé à sortir de façon exceptionnelle de sa prison, toujours enchaîné, et à recevoir des visiteurs.

## Distribution pour la création
| Rôle                                     | Registre  | Création                |
| ---------------------------------------- | --------- | ----------------------- |
| Samson                                   | ténor     | John Beard              |
| Dalila,femme de Samson                   | soprano   | Catherine Clive         |
| Micah, ami de Samson                     | contralto | Susanna Maria Cibber    |
| Manoah, père de Samson                   | basse     | William Savage          |
| Harapha, un géant                        | basse     | Henry Reinhold          |
| Une femme philistine, servante de Dalila | soprano   | Miss Edwards            |
| Une femme Israélite                      | soprano   | Christina Maria Avoglio |
| Un Philistin                             | ténor     | Thomas Lowe             |
| Un Israélite                             | ténor     | Thomas Lowe             |
| Un messager                              | ténor     |                         |
| Chœur des Israélites                     |           |                         |
| Chœur des Philistins                     |           |                         |
| Chœur des vierges                        |           |                         |